# Championnat de France des rallyes 1976
Navigation
Édition précédente Édition suivante
Le championnat de France des rallyes 1976 fut remporté par Bernard Darniche sur une Lancia Stratos HF du team Chardonnet. C'est le premier titre d'une Lancia en championnat de France. Cette saison marque aussi la fin du règne sans partage de la berlinette A110 en Championnat de France. L'Alpine A310 signe quant à elle sa première victoire en fin de saison au Rallye du Var avec Guy Fréquelin. Première femme et sixième du classement, Christine Dacremont est sacrée championne de France.

## Rallyes de la saison 1976
Un coefficient identique est attribué à chaque épreuve comptabilisée (plus de vingt cette saison); seuls les 12 meilleurs résultats par pilote dans l'année sont retenus. Quatre lauréats par zone sont aussi établis.
| N° | Dates                     | Rallye                         | Vainqueur           | Copilote                | Voiture                 |
| 1  | 7 février-8 février       | Ronde de la Giraglia           | Bernard Darniche    | Alain Mahé              | Lancia Stratos HF       |
| 2  | 21 février-22 février     | Critérium Neige et Glace       | Bernard Darniche    | Alain Mahé              | Lancia Stratos HF       |
| 3  | 4 mars-6 mars             | Rallye Lyon-Charbonnières      | Bernard Darniche    | Alain Mahé              | Lancia Stratos HF       |
| 4  | 27 mars-28 mars           | Ronde de Touraine              | Bernard Darniche    | Alain Mahé              | Lancia Stratos HF       |
| 5  | 3 avril-4 avril           | Rallye Dôme-Forez              | Bernard Darniche    | Alain Mahé              | Lancia Stratos HF       |
| 6  | 24 avril-25 avril         | Rallye de Nice                 | Jean-François Mas   | Maurice Gélin           | Porsche 911 Carrera RSR |
| 7  | 8 mai-9 mai               | Ronde Limousine                | Jean-François Mas   | pas de copilote         | Porsche 911 Carrera RSR |
| 8  | 15 mai-16 mai             | Rallye de Lorraine             | Guy Fréquelin       | Jacques Delaval         | Porsche 911 Carrera RSR |
| 9  | 21 mai-22 mai             | Critérium Alpin                | Jean-Louis Clarr    | Jean-François Fauchille | Opel Kadett GT/E        |
| 10 | 29 mai-30 mai             | Rallye du Mont-Blanc           | Bruno Saby          | Tilber                  | Alpine A110 1800        |
| 11 | 12 juin-13 juin           | Rallye Vercors-Vivarais        | Guy Fréquelin       | Jacques Delaval         | Porsche 911 Carrera RSR |
| 12 | 19 juin-20 juin           | Rallye de Bayonne-Côte Basque  | Jean-François Mas   | Maurice Gélin           | Porsche 911 Carrera RSR |
| 13 | 25 juin-27 juin           | Rallye d'Antibes               | Bernard Darniche    | Alain Mahé              | Lancia Stratos HF       |
| 14 | 4 septembre-5 septembre   | Ronde Cévenole                 | Jean-Claude Andruet | pas de copilote         | Porsche 911 Carrera RSR |
| 15 | 17 septembre-24 septembre | Tour de France automobile      | Jacques Henry       | Bernard-Etienne Grobot  | Porsche 911 Carrera RSR |
| 16 | 2 octobre-3 octobre       | Critérium Jean Behra           | Jean-Louis Clarr    | Jean-François Fauchille | Opel Kadett GT/E        |
| 17 | 16 octobre-17 octobre     | Rallye de la Châtaigne         | Christine Dacremont | Denise Emmanuelli       | Alpine A310             |
| 18 | 23 octobre-24 octobre     | Rallye Jeanne d'Arc            | Bernard Béguin      | Jacques Delaval         | Porsche 911 Carrera RSR |
| 19 | 29 octobre-31 octobre     | Rallye de Saint-Amand les Eaux | Bruno Saby          |                         | Alpine A110 1800        |
| 20 | 6 novembre-7 novembre     | Tour de Corse                  | Sandro Munari       | Silvio Maiga            | Lancia Stratos HF       |
| 21 | 13 novembre-14 novembre   | Tour de la Nièvre              | Bernard Darniche    | Alain Mahé              | Lancia Stratos HF       |
| 22 | 20 novembre-21 novembre   | Critérium des Cévennes         | Bernard Béguin      | Thierry Bonnet          | Porsche 911 Carrera RSR |
| 23 | 27 novembre-28 novembre   | Rallye du Var                  | Guy Fréquelin       | Jacques Delaval         | Alpine A310 V6          |

## Classement du championnat
| Place | Pilote                    | Voiture                                               | Points | 1   | 2   | 3   | 4   | 5   | 6  | 7  | 8   | 9   | 10  | 11  | 12 | 13  | 14  | 15 | 16  | 17  | 18  | 19  | 20 | 21  | 22  | 23  |
| ----- | ------------------------- | ----------------------------------------------------- | ------ | --- | --- | --- | --- | --- | -- | -- | --- | --- | --- | --- | -- | --- | --- | -- | --- | --- | --- | --- | -- | --- | --- | --- |
| 1er   | Bernard Darniche          | Lancia Stratos HF                                     | 965    | 1er | 1er | 1er | 1er | 1er |    |    |     | ab  |     |     |    | 1er |     |    |     |     |     |     | 2e | 1er |     | ab  |
| 2e    | Bernard Béguin            | Opel Kadett GT/E & Porsche 911 Carrera                | 870    |     |     |     |     | 5e  |    |    |     | 5e  | 2e  |     | 6e | 4e  | 10e | 2e |     | ab  | 1er |     |    |     | 1er | 2e  |
| 3e    | Bruno Saby                | Alpine A110 & Alpine A310                             | 580    |     | 2e  | 2e  | 2e  |     |    | 3e |     | ab  | 1er | 3e  |    |     |     |    |     |     |     | 1er |    | 3e  | ab  | ab  |
| 4e    | Francis Bondil            | Porsche 911 Carrera                                   | 575    | 2e  |     |     |     |     |    |    |     | ab  |     |     |    | ab  | 3e  |    | 2e  |     |     |     |    | 4e  | 3e  | 3e  |
| 5e    | Jean-Sébastien Couloumies | Opel Kadett GT/E & Opel Ascona                        | 560    |     |     |     |     |     |    |    |     | 9e  | 8e  | 11e | 7e |     | 5e  |    | 3e  |     |     |     |    |     | ab  | 9e  |
| 6e    | Christine Dacremont       | Autobianchi A112 Abarth, Lancia Stratos & Alpine A310 | 545    |     | 30e |     | 9e  |     |    |    |     | 3e  | 9e  |     |    |     |     | 6e |     | 1er | 5e  |     |    |     | 8e  |     |
| 7e    | Jean-Louis Clarr          | Opel Kadett GT/E                                      | 425    |     |     |     | ab  | 2e  |    |    |     | 1er | ab  |     |    | 3e  |     |    | 1er |     |     |     | ab |     |     | 5e  |
| 8e    | Michèle Mouton            | Alpine A310                                           | 415    |     |     |     |     |     | 3e |    |     | 2e  | 4e  | 7e  | 2e | ab  | 4e  |    |     |     |     |     |    |     |     |     |
| 9e    | Guy Fréquelin             | Porsche 911 Carrera & Alpine A310                     | 345    |     |     |     |     |     |    |    | 1er |     |     | 1er |    |     |     | ab |     |     |     |     | ab |     |     | 1er |
| 10e   | Gérard Swaton             | Alpine A110 & Porsche 911 Carrera                     | 325    |     | 10e |     |     |     |    |    |     | 6e  | 6e  |     |    | ab  |     |    | 5e  |     |     |     |    |     | 5e  | 7e  |

(nb: vainqueurs de zone désignés: C. Dormoy, J.B. Coulomies, J. Turnel, et R. Bancal)